# Газатов, Таласбай
Таласбай Газатов (узб. Таласбой Ғазатов) — советский хозяйственный, государственный и политический деятель, Герой Социалистического Труда.

## Биография
Родился в 1907 году в селе Алмас. Член КПСС с 1961 года.
С 1929 года — на хозяйственной, общественной и политической работе. В 1929—1985 гг. — колхозник, звеньевой, бригадир колхоза «Ленинабад» Аккурганского района Ташкентской области.
Указом Президиума Верховного Совета СССР от 20 февраля 1978 года присвоено звание Героя Социалистического Труда с вручением ордена Ленина и золотой медали «Серп и Молот».
Умер после 1985 года.